# Stema municipiului Reșița

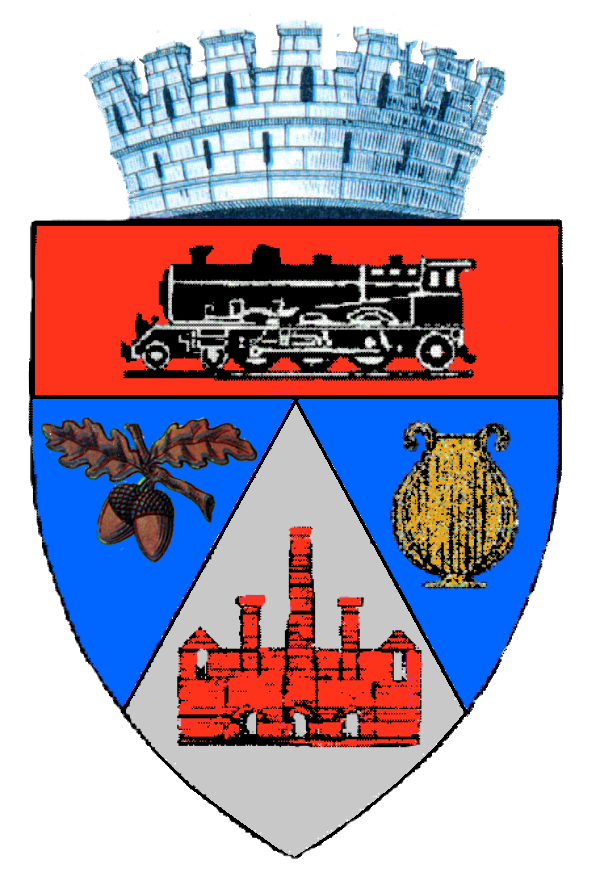
Stema municipiului Reșița

Stema municipiului Reșița se compune dintr-un scut cu marginile rotunjite, tăiat în bandă și în bară. În primul câmp, de azur, este o frunză de stejar cu ghindă de aur, în câmpul al doilea, de argint, un furnal roșu iar în câmpul al treilea, de azur, o liră de aur. În chef, pe fond roșu, o locomotivă în culoare naturală. Scutul este timbrat de o coroană murală de argint, cu șapte turnuri crenelate.
Semnificația elementelor însumate:
- Furnalul și locomotiva amintesc de tradiția industrială a orașului, ce s-a dezvoltat de peste două secole în jurul industriei metalurgice și la sfârșitul secolului al XIX-lea, în jurul producției de locomotive.
- Frunza de stejar cu ghinde exprimă bogăția silvică a zonei, potențialul turistic și perspectiva ecologică a localității.
- Lira este imaginea simbol a activității culturale a localității, cu tradiții și atestare documentară din anul 1869, a primei Reuniuni de cântări și lectură.
- Coroana murală cu șapte turnuri crenelate arată că localitatea are rang de municipiu reședință de județ.